# 国際連合兵力引き離し監視軍

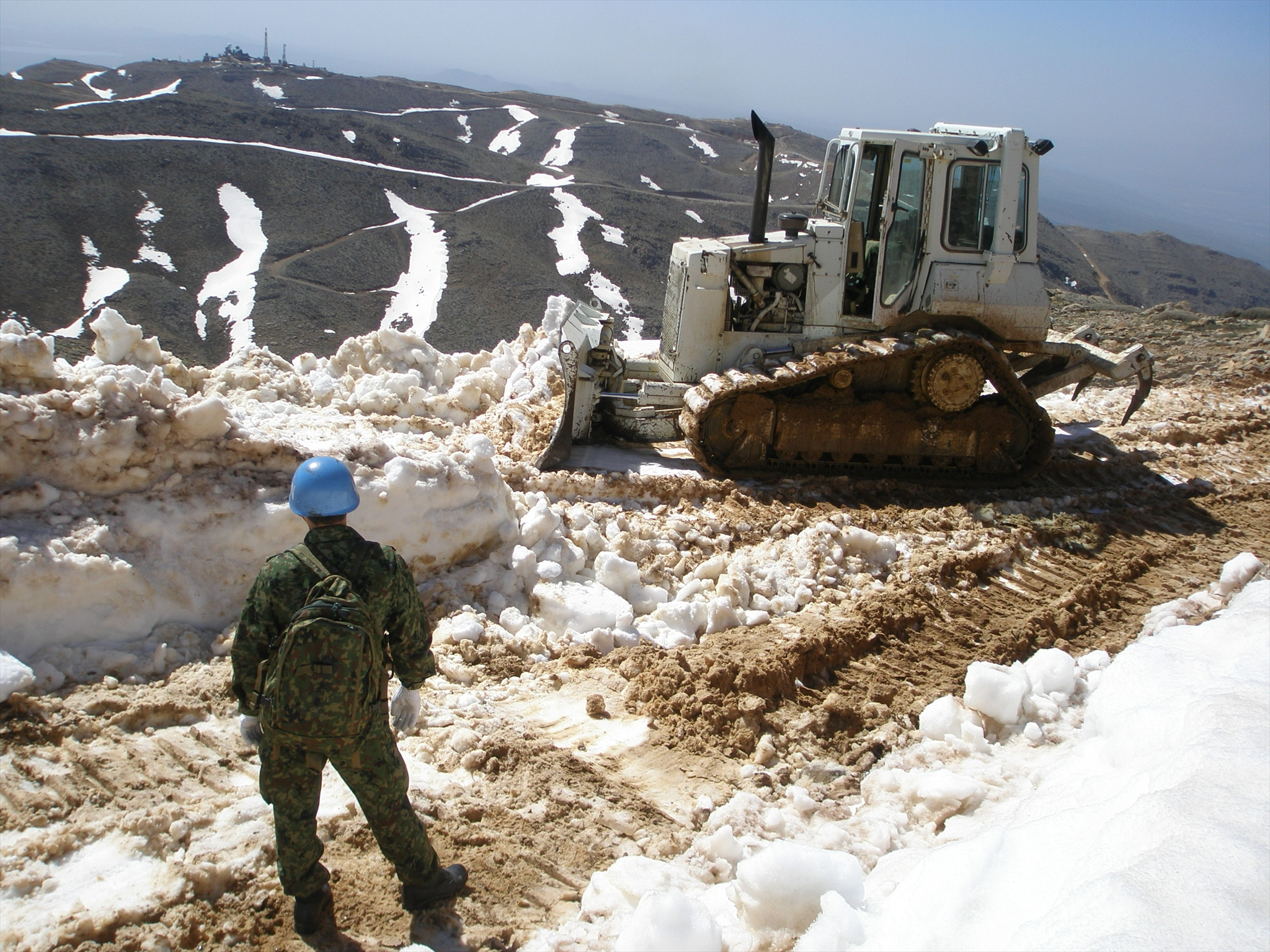
国際連合兵力引き離し監視軍の輸送部隊として、除雪作業を行う陸上自衛隊

国際連合兵力引き離し監視軍（こくさいれんごうへいりょくひきはなしかんしぐん United Nations Disengagement Observer Force,UNDOF）とは、国際連合平和維持活動の一つであり、中東・ゴラン高原における停戦監視を任務とした平和維持軍である。1974年5月31日の国連安保理決議350に基づいている。なお、活動期限は毎年延長されている。

## 概要
ゴラン高原は、1973年10月に発生した第四次中東戦争においてイスラエルとシリアの戦闘地帯となった。停戦が行われたものの、軍事的に不安定な状態となっていた。1974年5月に安全保障理事会は決議350を出し、ゴラン高原に両国間の兵力引き離し地帯を設置することと停戦監視部隊を派遣することを決議した。これにより、1974年6月よりUNDOFが活動を開始することとなった。UNDOFの活動開始以降、重大な事案は担当範囲内において発生していない。
2010年6月時点では、フィリピンのエカルマ少将が務めるUNDOF司令官の下、司令部・2個歩兵大隊・1個後方支援大隊の約1,000名で構成されている。派遣国はオーストリア、カナダ、クロアチア、インド、日本、フィリピン。しかし、シリア内戦の激化によって情勢が悪化したため、2012年に日本が、2013年にはオーストリアが撤収を決定している。

## 日本政府の対応
自衛隊は1996年よりUNDOFへの部隊派遣を行ってきたが、現地の治安悪化を理由に2012年12月に撤収命令が発令され、2013年1月をもって活動を終了した。

### 2009年
- 1月30日 閣議決定により自衛隊派遣期間を6か月延長及び司令部要員1名を追加派遣。

　　　　　 （現行：自衛官45名（司令部要員2名）→変更後：自衛官46名（うち司令部要員3名））
- 7月24日　閣議決定により自衛隊派遣期間を2010年（平成22年）3月31日まで延長

### 2010年
- 1月29日　閣議決定により自衛隊の派遣期間を2010年（平成22年）9月30日まで6ヶ月延長
- 8月6日　閣議決定により自衛隊の派遣期間を2011年（平成23年）3月31日まで6ヶ月延長

### 2011年
- 7月29日 閣議決定により自衛隊派遣期間を2012年（平成24年）3月31日まで6か月延長[2]。

### 2012年
- 1月20日 閣議決定により自衛隊派遣期間を2012年（平成24年）9月30日まで6か月延長[3]。
- 8月7日 閣議決定により自衛隊派遣期間を2013年（平成25年）3月31日まで6か月延長[4]。
- 12月8日 シリア内戦の激化を受け、政府が撤収する方針を固めたと報じられる[5]。
- 12月21日 森本敏防衛大臣が業務の終結と速やかな撤収を命令[6]。